# 電気鉄道
電気鉄道（でんきてつどう）とは、電気を動力として用いる鉄道である。特に都市部や山岳地帯の鉄道、高速鉄道で多く採用されている。略して電鉄（でんてつ）とも呼ばれ、それを社名に用いる事業者もある。なお、走行する鉄道車両への電力供給を可能とした区間を電化区間と称する。

## 概要
基本的に車両外部から電力を供給し、搭載する主電動機（電気モーター）で動力に変換して走行する。水や燃料の補給が不要なため車両運用上の制約が少なく、特に運転本数の多い路線では電化が有利となる。近年ではリニアモーターを動力とするリニアモーターカーも実用化されている。
また、蒸気機関や内燃機関を動力に用いる鉄道に比べエネルギー効率に優れる。発電所におけるエネルギー変換効率は内燃機関などと比較して高く、送電・変電や動力へ変換する際の損失も小さいためである。水や燃料を積載する必要が無いことから、車両を軽量化できるため、車両重量あたりの出力も高くできる。
また、走行中に煤煙や排出ガスが発生しないため大気汚染の原因とならない利点もある。特に長大トンネルを含む路線や地下鉄では、内部の換気を行う必要がないよう大半が電化されている。
長所が多い反面、変電所や送電設備を必要とするため、非電化路線と比べ地上設備の建設と維持は高コストとなる。そのため輸送量の小さい閑散線区では採算性の問題から採用されにくい。ただし、隣接線区が電化されている場合は列車の直通や車両運用の共通化が可能となるため電化の効果が高い。また、送電設備を不要とするため蓄電池を搭載した車両を用いる場合もある。

## 歴史
アメリカ合衆国バーモント州のトーマス・ダヴェンポートが1835年に電動機を用いた小型の電気鉄道（模型）を製作した。実用となる鉄道では、1879年にベルリン工業博覧会で電機会社ズィーメンス（現在の日本語表記はシーメンス）が電車の試験運行を実施、1881年には、ベルリン近郊のリヒターフェルデ東駅とリヒターフェルデ士官学校の間に世界初の営業用路面電車となる「グロース＝リヒターフェルデ電気軌道」が敷設された。1887年には米国人スプレイグの考案した電気軌道が敷設される。
日本において初めて電気鉄道が計画されたのは1888年（明治21年）に立川勇次郎らが出願した蓄電池式電気鉄道で、ほぼ同時期に藤岡市助も大倉喜八郎・久米民之助らの賛助を得て架空単線式電気鉄道を出願したがいずれも却下されている。その後も名古屋・奈良・京都・大阪・神戸などで計画が相次いだが何れも却下されている
  。1892年（明治25年）には政府（当時は逓信省）に対して敷設許可の促進を図るために「電気鉄道期成同盟会」が組織された。
最初に電車が走ったのは、1890年（明治23年）5月4日、第三回内国勧業博覧会においてである。東京電燈会社が上野公園両大師前から摺鉢山の間に2台のスプレイグ式電車の実地運転をおこなった。
初めて実用的に電車が用いられたのは明治25・26年頃で、足尾銅山において鉱石運搬と従業員通勤の便を図るために自家用として建設されている。1893年（明治26年）7月、京都電気鉄道は内務省の敷設特許を得るに至り、1895年（明治28年）2月1日に日本で初めて電気鉄道事業を開業させた。この後軌道では蒸気動力や馬力等から電気動力による運行が主流となっていく。
鉄道においても、地下鉄や都市近郊鉄道を初めとして電気動力が広く取り入れられていった。ただし輸送形態や電力事情、産業の動向などから各国での電化率には偏りが見られ、EUや日本で高い一方、南北アメリカやオセアニアでは低い。日本国内では、三大都市圏では極めて高い一方、徳島県は電化率0 %である。高速鉄道では大きなエネルギーを供給しやすいよう大半が電気動力である。

## 車両
客車や貨車の一部またはすべてを動力車とする動力分散方式と、電気機関車が無動力の他車両を牽引または推進する動力集中方式がある。動力分散方式の列車・車両は一般に電車と呼ばれる。世界では路面電車や地下鉄を除くと動力集中方式が主流だが、日本においては旅客列車の大半が動力分散方式を採用している。また、内燃機関を用いた車両と比較すると、一般に車両の検査・保守は容易である。

## 電化方式
車両内部に蓄電池を積載する場合もあるが、基本的には外部から電気を取り入れる。外部からの電力供給は架線を用いる架空電車線方式と送電用のレールを用いる第三軌条方式に大別される。主電動機の種類に応じ、取り入れた電力を変換して用いる。
なお、2023年（令和5年）現在、燃料電池を搭載した旅客車は電車、内燃機関によって発電し電動機に給電する車両はディーゼル機関車や気動車に分類されている。詳しくは「ディーゼル・エレクトリック方式」や「気動車・ディーゼル機関車の動力伝達方式#電気式」を参照。
電源は直流・交流が共に用いられる。直流は車両コストの面で優れるのに対し、交流は高電圧で送電できるため、大出力が必要な高速鉄道に都合が良く、かつ、変電所の数を抑えられるといった長所がある。詳細は直流電化、交流電化を参照されたい。

## 事業者名の類型（日本）
必ずしもつける必要はないが、電気鉄道を運営する鉄道事業者の中には「電気鉄道」やそれに類する名称を事業者名の一部に用いている事業者が多い。その類型としては「電気鉄道」「電車鉄道」および略称の「電鉄」「電車」、軌道法準拠の場合は「電気軌道」「電軌」などがある。
以下にその例を示す（改称の過程で類型外の事業者名を挟む場合は隅付き括弧で記載）。

### 「電気鉄道」
- 上毛電気鉄道
- 銚子電気鉄道
- 富士山麓電気鉄道（初代） → 【富士急行】 → 富士山麓電気鉄道（2代目）
- 京福電気鉄道（嵐電）
- 京阪電気鉄道
- 阪神電気鉄道（2006年に阪急阪神HDを設立し子会社化）
- 高野山電気鉄道 → 南海電気鉄道
- 神戸姫路電気鉄道 → 【宇治川電気】 → 山陽電気鉄道
- 一畑電気鉄道（現在は持株会社。鉄道事業は「一畑電車」として分社化）
- 高松琴平電気鉄道
- 筑豊電気鉄道
- 菊池電気鉄道 → 熊本電気鉄道

改称で類型から外れた事業者
- 福島電気鉄道 → 【福島交通】
- 筑摩電気鉄道 → 松本電気鉄道 → 【アルピコ交通】
- 富山電気鉄道 → 【富山地方鉄道】
- 福武電気鉄道 → 【福井鉄道】
- 【駿遠電気】→ 静岡電気鉄道 → 【静岡鉄道】
- 遠州電気鉄道 → 【遠州鉄道】

現存しない事業者
- 洞爺湖電気鉄道
- 弘前電気鉄道
- 宮城電気鉄道
- 秋保電気鉄道
- 三山電気鉄道
- 常南電気鉄道
- 下野電気鉄道
- 青梅電気鉄道
- 玉南電気鉄道
- 武蔵中央電気鉄道
- 池上電気鉄道
- 玉川電気鉄道
- 大師電気鉄道 → 京浜電気鉄道
- 横浜電気鉄道
- 湘南電気鉄道
- 小田原電気鉄道
- 伊那電気鉄道
- 布引電気鉄道
- 能美電気鉄道
- 浅野川電気鉄道
- 白山電気鉄道 → 小松電気鉄道
- 鯖浦電気鉄道
- 光明電気鉄道
- 愛知電気鉄道
- 瀬戸電気鉄道
- 碧海電気鉄道
- 名古屋電気鉄道
- 養老電気鉄道
- 伊勢電気鉄道 （初代）
- 伊勢電気鉄道（2代）
- 伊賀電気鉄道
- 北勢電気鉄道
- 三重電気鉄道
- 志摩電気鉄道
- 鞍馬電気鉄道
- 京都電気鉄道
- 奈良電気鉄道
- 鴨川電気鉄道
- 北大阪電気鉄道
- 阪和電気鉄道
- 南和電気鉄道
- 野上電気鉄道
- 加太電気鉄道
- 備南電気鉄道 → 玉野市営電気鉄道
- 宇部電気鉄道（後の小野田線）
- 土佐電気鉄道[注 3]
- 肥前電気鉄道
- 神戸電気鉄道（現在の神戸電鉄とは異なる。後の神戸市電）
- 水戸電気鉄道（電化されず）
- 浜松電気鉄道（電化されず）

### 「電車鉄道」
いずれも現存せず
- 東京電車鉄道
- 松金電車鉄道

### 「電鉄」
- 東急電鉄
- 京王帝都電鉄 → 京王電鉄
- 小田急電鉄
- 京浜急行電鉄
- 高尾登山電鉄
- 大山観光電鉄
- 新京成電鉄
- 長野電鉄
- 叡山電鉄
- 北大阪急行電鉄
- 能勢電鉄
- 和歌山電鐵

改称で類型から外れた事業者
- 目黒蒲田電鉄 → 東京横浜電鉄 → 東京急行電鉄 → 【東急】（持株会社化。鉄道事業は子会社「東急電鉄」に継承）

鉄道事業から撤退した事業者
- 善光寺白馬電鉄（電化されず。現在は物流会社）
- 十和田観光電鉄（現在はバス会社）
- 下津井電鉄（現在はバス会社）

現存しない事業者
- 大沼電鉄
- 磐梯急行電鉄（電化されず）
- 千葉急行電鉄
- 東京山手急行電鉄 → 【東京郊外鉄道】 → 帝都電鉄
- （旧）東京横浜電鉄
- 渥美電鉄
- 関西急行電鉄
- 参宮急行電鉄
- 阪堺電鉄（現存の阪堺電気軌道とは別路線。いわゆる「新阪堺」）
- 北神急行電鉄
- 琴平急行電鉄線
- 琴平参宮電鉄
- 東大阪生駒電鉄
- 信貴生駒電鉄
- 讃岐電鉄
- 琴平電鉄

### 「電気鉄道」→「電鉄」
- 上信電気鉄道 → 上信電鉄
- 江ノ島電気鉄道 → 【江ノ島鎌倉観光】 → 江ノ島電鉄
- 神戸有馬電気鉄道 → 神戸電気鉄道 → 神戸電鉄

改称された事業者
- 流山電気鉄道 → 流山電鉄 → 総武流山電鉄 → 【流鉄】
- 庄内電気鉄道 → 庄内電鉄 → 【庄内交通（初代）】[注 4] → 【庄交ホールディングス】（持株会社化。バス事業は子会社「庄内交通」に継承）

現存しない事業者
- 花巻温泉電気鉄道 → 花巻電気鉄道 → 花巻温泉電鉄 → 花巻電鉄
- 常北電気鉄道 → 日立電鉄
- 養老電鉄
- 信貴生駒電気鉄道 → 信貴生駒電鉄

### 「電車」
- 岳南電車
- 一畑電車

現存しない事業者
- 秋田電車
- 松島電車
- 水浜電車
- 飯坂電車
- 塩原電車
- 日光自動車電車
- 福博電車

### 「電気軌道」
- 旭川電気軌道
- 大阪市高速電気軌道 (Osaka Metro)
- 阪堺電気軌道
- 岡山電気軌道
- 長崎電気軌道

「電鉄」に改称された事業者
- 京成電気軌道 → 京成電鉄
- 箕面有馬電気軌道 → 阪神急行電鉄 → 京阪神急行電鉄 → 阪急電鉄（2006年に阪急阪神HDを設立し子会社化）
- 広島電気軌道 → 広島電鉄

改称で類型から外れた事業者
- 大阪電気軌道（大軌） → 【関西急行鉄道】 → 【近畿日本鉄道】 → 【近鉄グループホールディングス】
- 阿波電気軌道（電化されず） → 【阿波鉄道】

現存しない事業者
- 札幌温泉電気軌道
- 札幌電気軌道
- 道南電気軌道
- 秋保電気軌道
- 成宗電気軌道
- 本庄電気軌道
- 京王電気軌道
- 王子電気軌道
- 海岸電気軌道
- 金沢電気軌道
- 岩村電気軌道
- 美濃電気軌道
- 岡崎電気軌道
- 熱田電気軌道
- 尾張電気軌道
- 和歌山電気軌道
- 兵庫電気軌道
- 芸南電気軌道
- 岩国電気軌道
- 山陽電気軌道
- 高松電気軌道
- 松山電気軌道
- 九州電気軌道
- 小倉電気軌道
- 博多電気軌道
- 福博電気軌道
- 佐賀電気軌道
- 大牟田電気軌道
- 沖縄電気軌道

### 「電車軌道」
いずれも現存せず
- 下之一色電車軌道
- 大津電車軌道
- 嵐山電車軌道（現在の嵐電）
- 米子電車軌道

「電気鉄道」に改称された事業者
- 伊那電車軌道 → 伊那電気鉄道

### 「電軌」
改称で類型から外れた事業者
- 上田温泉電軌 → 上田丸子電鉄 → 【上田交通】
- 広島瓦斯電軌 → 【広島瓦斯】（鉄道事業を「広島電鉄」に分離） → 【広島ガス】

現存しない事業者
- 築地電軌
- 桑名電軌
- 阪神国道電軌

## 「電鉄」を冠する駅
富山地方鉄道と一畑電車に電鉄を冠する駅がある。富山地方鉄道は前述のようにかつては富山電気鉄道を称し、一畑電車も一畑電気鉄道からの分社化により現在の名称になった。この他、山陽電気鉄道や神戸電鉄にも電鉄を冠する駅があったが、前者は1991年（平成3年）4月に「山陽」に変更するか電鉄の冠そのものが外され、後者も1988年（昭和63年）4月に電鉄の冠が外された。
- 電鉄富山駅
- 電鉄魚津駅
- 電鉄石田駅
- 電鉄黒部駅
- 電鉄出雲市駅